# Охотники за ИГИЛ
ISIS Hunters — подразделение спецназа сирийской армии, сформированное в 2017 году во время гражданской войны в Сирии. Подразделение являлось неофициальной частью ЧВК Вагнера в Сирии. В период с 2021 по 2023 год подразделение было формально расформировано. Однако их действия и нашивки до сих пор публикуются в Telegram российских ССО, доказывая, что подразделение по-прежнему существует и проводил спецоперации в 2024 году.

## История
Отряд «Охотники за ИГИЛ» был сформирован в начале 2017 года после того, как сирийские вооруженные силы потерпели поражение в битве за Пальмиру в декабре 2016 года. Бойцы группировки входят в состав 5-го армейского корпуса, сформированного в ноябре 2016 года при поддержке России и состоящего исключительно из добровольцев.
Целью России при создании «Охотников за ИГИЛ» было создание сил, которые могли бы стать противовесом Ирану в Сирии, поскольку их цели в регионе отличаются от целей Москвы. Подготовка «Охотников на ИГИЛ» проходила под контролем российских добровольцев, в частности частной военной компании «Группа Вагнера», а их оружие и снаряжение также поставлялось из России.

## Персонал
Численность группировки, вероятно, составляла несколько десятков человек; некоторые из бойцов на пропагандистских видеороликах выглядят особенно старыми.

## Области деятельности
В начале 2017 года «Охотники ИГИЛ» действовали в районе Пальмиры, где отвечали за охрану военного аэропорта, а также газовых и нефтяных месторождений.
В феврале 2018 года «Охотники» ИГИЛ участвовали в битве за Хашам под Дейр-эз-Зором против Сирийских демократических сил. Во время этого сражения они подверглись американской бомбардировке, в результате которой погибло двадцать человек. После этого инцидента группа выступила с заявлением о потерях, понесенных в ходе боевых действий.